# Argiope appensa
Argiope appensa — вид павуків-колопрядів з всесвітньо поширеного роду Argiope. Великі, яскраво забарвлені самиці більші в декілька разів за дрібних самців. Живиться великими комахами. Отрута слабка, для людини безпечні. Поширені у Східній Азії та на островах Тихого океану.

## Опис
Самиці великі, довжиною тіла 2-2,5 см. Загальне тло черевця жовтувате чи білувате, згори воно вкрите сіткою чорних рисочок. У темних особин це мереживо може повністю вкривати черевце, тоді як у світлих форм бути присутнім тільки по краю.
На відміну від A. modesta, черевце якої має лопаті по краю, A. appensa має лопатеподібні виступи лише на його задньому кінці.

## Спосіб життя

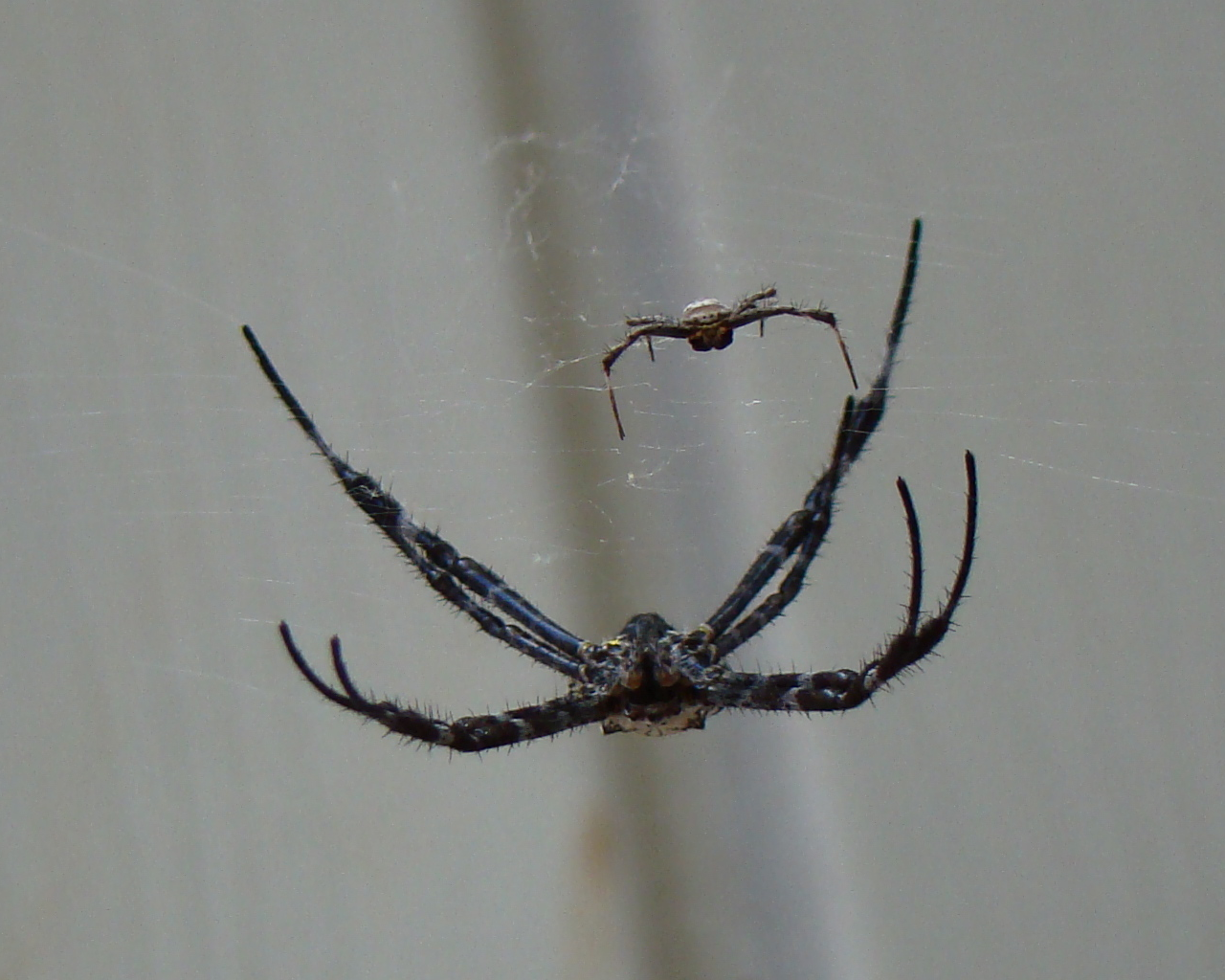
Парування в Argiope appensa, Гаваї

Argiope appensa розміщує своє павутиння на узліссях, уздовж доріг, у садах, на берегах струмків. На островах Мікронезії павуки найбільш численні в дощовий сезон з червня по листопад.
Як і більшість інших павуків роду Argiope appensa розміщує на ловильній сітці павутинне потовщення, так званий стабілімент. На відміну від інших видів, павуки цього виду мають постійну форму стабіліменту для всіх стадій розвитку — 4 діагональні зигзагоподібні лінії у вигляді літери Х. Повний хрестоподібний малюнок трапляється нечасто, зазвичай наявні 1-3 фрагменти. Для павуків, що мешкають на острові Гуам, показано значне зменшення частоти побудови павутини зі стабіліментом, що може пояснюватися зменшенням кількості птахів на острові, які можуть пошкоджувати павутину, пролітаючи крізь неї. Тим не менш, у іншому дослідженні не було виявлено залежності пошкодження ловильної сітки від наявності стабіліменту, як і зв'язку з кількістю здобичі. Утім розміри сіток зі стабіліментом були суттєво менші за павутиння без нього.
У павутинні цього виду трапляються павуки-клептопаразити з роду Argyrodes 
У разі нападу хижака чи іншої тривоги ці павуки, як і інші в роді, намагаються відлякати нападника, трясучи ловильну сітку швидкими рухами ніг вниз-вгору. Якщо ж це не допомагає, павуки падають на землю.

## Ареал
Один з найбільш розповсюджених видів у західній частині Тихого океану. A. appensa поширена від Тайваню та Яви на заході через Великі Зондські острови, Нову Гвінею та Філіппіни до Полінезії і Гаваїв. Наявність виду на Калімантані, Сундасі, Кірибаті, островах Рюкю не підтверджена, хоча й дуже ймовірна.
Вид має добре виражену географічну мінливість, зокрема на Гуамі особини мають біле чи жовте черевце, а на Гаваях — характерні смуги на ногах.